# Юрьевка (Гадячский район)
Юрьевка (укр. Юр'ївка) — село,
Лютенский сельский совет,
Гадячский район,
Полтавская область,
Украина.
Код КОАТУУ — 5320484402. Население по переписи 2001 года составляло 77 человек.

## Географическое положение
Село Юрьевка находится на берегу реки Лютенька (Тарапунька),
выше по течению на расстоянии в 1 км расположено село Тютюривщина.

## История
- 1590 — дата основания.